# Kritik av det praktiska förnuftet
Kritik av det praktiska förnuftet (originaltitel: Kritik der praktischen Vernunft) är ett moralfilosofiskt verk och den andra av Immanuel Kants tre "kritiker". Verket publicerades ursprungligen 1788 efter Kritik av det rena förnuftet. Termen "kritik" används i ungefär samma betydelse som "undersökning".
Kritik av det praktiska förnuftet har utövat ett stort inflytande över den akademiska moralfilosofin, med början hos filosofen Fichte. Under 1900-talet har verket utgjort en ständig referenspunkt för deontologisk moralfilosofi.
Bokens centrala tema är det praktiska förnuftet, det vill säga förnuftet i egenskap av praktisk handlingsmotivation och bestämning av viljan. Boken behandlar även det som är centralt i Grundläggning av sedernas metafysik, nämligen "moralitetens högsta princip". Han formulerar här sitt kategoriska imperativ "Handla så att maximen för din vilja alltid samtidigt kan gälla som princip för en allmän lag". Enligt Kant är det enda obetingat goda den goda viljan. Den goda viljan är god inte i egenskap av sina avsedda eller faktiska konsekvenser, utan i egenskap av de maximer som den bestäms av. En maxim är en beskrivning av en handling, i stil med "Jag stjäl ett äpple för att jag är hungrig". Kant för fram tanken att en handling är god i den utsträckning dess maxim kan vilja upphöjas till allmän lag. Han lägger även fram argument för att visa att den fria viljan är förenlig med en strikt deterministisk värld.